# جیش العزه
جیش العزه (به عربی: جيش العزة) یکی از گروه‌های شورشی سوری متحد ارتش آزاد سوریه است. این گروه در شمال غربی سوریه فعال است؛ و در استان‌های حما، ادلب و لاذقیه حضور دارد. ترکیه، قطر، عربستان سعودی و ایالات متحده آمریکا تا سال ۲۰۱۷ میلادی از این گروه پشتیبانی می‌کردند.